# Philcoxia minensis
Philcoxia minensis là một loài thực vật có hoa trong họ Huyền sâm. Loài này được V.C.Souza & Giul. mô tả khoa học đầu tiên năm 2000.